# 万智
万智（まち、2003年6月3日 - ）は、日本の女性総合格闘家。栃木県出身。フリー。

## 経歴
小学3年から高校3年まで柔道を続け、中学2年時に県大会で優勝する。中学生の頃にRIZINを観て感動し、総合格闘家を目指すことを決意。高校では怪我に悩まされるも、高校3年で格闘技ジムに入会し、アマチュアとして経験を積み始める。

### DEEP
2022年11月22日、DEEP JEWELS 39でプロ総合格闘技デビュー。
2023年2月18日、DEEP JEWELS 40で、HIMEに1Rリアネイキッドチョークで勝利。5月のDEEP JEWELS 41では初の国際戦でキム・ユジョンと対戦し、テイクダウンからパウンドや肘で攻め、最終的にアメリカーナで一本勝ち。これにより3連勝を達成。

### RIZIN
2023年10月1日、RIZIN LANDMARK 6でRIZINデビュー。修斗現役王者の渡辺彩華を相手にフルラウンド判定2-1で勝利した。
2023年11月23日にDEEP JEWELS 43で行われたストロー級暫定王座決定戦でアマチュア時代に敗北した松田亜莉紗と再戦し、2-3の僅差で判定負け。暫定王座獲得に失敗した。
2024年5月26日にDEEP JEWELS 45で行われたストロー級暫定王座決定戦でパク・シウと対戦し、1-4の判定負け。暫定王座獲得に失敗した。
2025年3月30日、RIZIN.50でパク・ソヨンと対戦し、2R4分4秒グラウンド状態でのパウンドでTKO勝ち。
2025年6月14日、RIZIN LANDMARK 11で第5代ストロー級クィーン・オブ・パンクラシストのソルトと対戦予定。

## 戦績
| 総合格闘技 戦績 | 総合格闘技 戦績 | 総合格闘技 戦績 | 総合格闘技 戦績 | 総合格闘技 戦績 | 総合格闘技 戦績 | 総合格闘技 戦績 |
| --------------- | --------------- | --------------- | --------------- | --------------- | --------------- | --------------- |
| 10 試合         | (T)KO           | 一本            | 判定            | その他          | 引き分け        | 無効試合        |
| 8 勝            | 1               | 4               | 3               | 0               | 0               | 0               |
| 2 敗            | 0               | 0               | 2               | 0               | 0               | 0               |

| 勝敗 | 対戦相手             | 試合結果                        | 大会名                                                  | 開催年月日     |
| ○    | ソルト               | 5分3R終了 判定3-0               | RIZIN LANDMARK 11                                       | 2025年6月14日  |
| ○    | パク・ソヨン         | 2R 4:04 TKO（グラウンドパンチ） | RIZIN.50                                                | 2025年3月30日  |
| ○    | アム・ザ・ロケット   | 2R 2:27 ヒールフック            | DEEP JEWELS 47                                          | 2024年11月23日 |
| ○    | スーリ・マンフレディ | 2R 2:43 肩固め                  | DEEP JEWELS 46                                          | 2024年9月8日   |
| ×    | パク・シウ           | 5分3R終了 判定1-4               | DEEP JEWELS 45 【DEEP JEWELS ストロー級暫定王座決定戦】 | 2024年5月26日  |
| ×    | 松田亜莉紗           | 5分3R終了 判定2-3               | DEEP JEWELS 43 【DEEP JEWELS ストロー級暫定王座決定戦】 | 2023年11月23日 |
| ○    | 渡辺彩華             | 5分3R終了 判定2-1               | RIZIN LANDMARK 6                                        | 2023年10月1日  |
| ○    | キム・ユジョン       | 1R 2:42 アメリカーナ            | DEEP JEWELS 41                                          | 2023年5月28日  |
| ○    | HIME                 | 1R 4:55 リアネイキッドチョーク  | DEEP JEWELS 40                                          | 2023年2月18日  |
| ○    | ARAMI                | 5分2R終了 判定3-0               | DEEP JEWELS 39                                          | 2022年11月23日 |